# И, Шарлин
Шарлин Аманда И (англ. Charlyne Amanda Yi; 4 января 1986, Лос-Анджелес) — американская актриса, музыкант, художник, писатель.

## Ранние годы
Шарлин родилась в Лос-Анджелесе, Калифорния. По материнской линии её предками были филиппинцы и испанцы, по отцовской — корейцы, ирландцы, немцы, французы и американские индейцы. Училась в университете Калифорнии, Риверсайд, затем стала заниматься свободным творчеством.

## Карьера

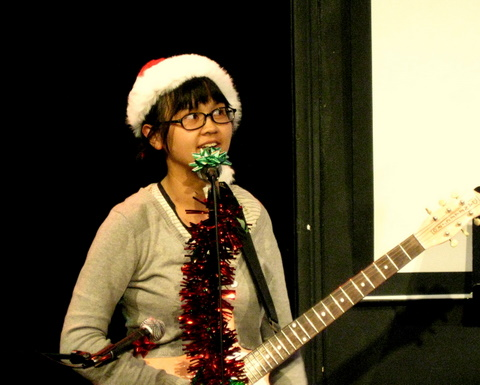
На съемках Рождественского шоу Garfunkel and Oates

Шарлин И начала творческую деятельность в городе Фонтана, Калифорния. Затем она выступала с шоу в Лос-Анджелесе, в театре Стива Аллена и в Upright Citizens Brigade Theatre. В 2005 и 2006 годах Шарлин принимала участие в Нью-йоркском комедийном фестивале, а в 2007 — в организованном HBO фестивале U.S. Comedy Arts Festival в Аспене, Колорадо. Её дебютным фильмом стала картина Джаддом Апатоу «Немножко беременна». В 2008 году Шарлин приняла участие в организованном Джаддом комедийном шоу в Монреале.
В 2009 году вышел «гибридный документальный» фильм «Бумажное сердце», в котором Шарлин выступила в роли исполнительного продюсера, а также написала сценарий и, кроме того, сыграла «одну из версий самой себя». Её партнёром в этом фильме стал Майкл Сера. В 2011—2012 годах снималась в восьмом сезоне сериала «Доктор Хаус», где играла доктора Чи Пак, дочь мигрантов из Кореи и Филиппин, у которой проблемы с контролем гнева.
В 2018 году снялась в одном из эпизодов третьего сезона сериала «Люцифер», сыграв сестру Люцифера — ангела смерти Азраэль (Рей-Рей). Вновь исполнила эту же роль, появившись на несколько минут в финале пятого сезона.

### Работа в дубляже и озвучивании
И также известна своими работами в дубляже и озвучивании мультфильмов и мультсериалов. Наиболее известными работами являются Рубин в мультсериале Вселенная Стивена и его продолжениях: телевизионном фильме и короткометражном сериале, а также Хлои в мультсериале Вся правда о медведях и фильме-продолжении.
В 2018 году озвучила главную героиню анимационного фильма Netflix «Следующее поколение».

## Личная жизнь
В 2018 году Шарлин обвинила Мэрлина Мэнсона в расизме и домогательствах на съёмочной площадке Доктора Хауса.
И исполняла роль второго плана в фильме «Горе-творец», режиссёром и исполнителем главной роли в котором выступал Джеймс Франко. После обвинения его в сексуальных домогательствах она попыталась разорвать контракт, но ей не давали это сделать и пытались подкупить более крупной ролью. Также она обвинила Сета Рогена в том, что тот знал о домогательствах Франко и прикрывал его.
Шарлин И описывает себя как квира и гендерфлюида, использует местоимения они/их.

## Фильмография
| Год       |     | Русское название                  | Оригинальное название                   | Роль                       |
| --------- | --- | --------------------------------- | --------------------------------------- | -------------------------- |
| 2007      | с   | Студия 30                         | 30 Rock                                 | Грейс                      |
| 2007      | ф   | Немножко беременна                | Knocked Up                              | Джоди                      |
| 2007      | с   | —                                 | Powerloafing                            | Грейс                      |
| 2007      | с   | Детектив Раш                      | Cold Case                               | придурковатая девушка      |
| 2008      | ф   | Монстро                           | Cloverfield                             | тусовщица                  |
| 2008      | ф   | Полупрофессионал                  | Semi-Pro                                | Джоди на инвалидном кресле |
| 2009      | с   | Мисс Управляемая                  | Miss Guided                             | Кейри                      |
| 2009      | ф   | Бумажное сердце                   | Paper Heart                             | в роли самой себя          |
| 2009      | ф   | Всё о Стиве                       | All About Steve                         | молодая протестующая       |
| 2010      | с   | —                                 | UCB Comedy Originals                    | н/д                        |
| 2010      | кор | —                                 | Fast                                    | Донна Фаст                 |
| 2011      | с   | Любовь кусается                   | Love Bites                              | менеджер в секс-шопе       |
| 2011      | с   | —                                 | Talking Classics                        | фанатка                    |
| 2011—2012 | с   | Доктор Хаус                       | House                                   | доктор Чи Пак              |
| 2012      | ф   | Любовь по-взрослому               | This is Forty                           | Джоди                      |
| 2014      | ф   | Последний раз, когда ты веселился | The Last Time You Had Fun               | Бетти                      |
| 2015      | с   | B пoиске                          | Looking                                 | кассир                     |
| 2015—2019 | мс  | Вся правда о медведях             | We Bare Bears                           | Хлоя                       |
| 2015—2020 | мс  | Вселенная Стивена                 | Steven Universe                         | Руби                       |
| 2016      | с   | Любовь                            | Love                                    | Кори                       |
| 2016      | с   | Девственница Джейн                | Jane the Virgin                         | Анджела                    |
| 2016      | мф  | Земля дураков                     | Nerdland                                | Беки                       |
| 2016      | мс  | Червяк из будущего                | Future-Worm!                            | Зои / Саюри / бармен       |
| 2017      | ф   | Свадьба моей бывшей               | Literally, Right Before Aaron           | Клэр                       |
| 2017      | мс  | —                                 | Danger & Eggs                           | Лайла                      |
| 2017      | с   | Твин Пикс                         | Twin Peaks                              | Руби                       |
| 2017      | ф   | Горе-творец                       | The Disaster Artist                     | Сафойя                     |
| 2017      | мф  | Лего Фильм: Ниндзяго              | The Lego Ninjago Movie                  | Терри                      |
| 2017      | кор | —                                 | Lovebirds                               | Линдси                     |
| 2018      | ф   | Кукловод: Самый маленький рейх    | Puppet Master: The Littlest Reich       | Нерисса                    |
| 2018      | мс  | Даллас и Робо                     | Dallas & Robo                           | Эмбер                      |
| 2018      | мф  | —                                 | DIY                                     | Илай                       |
| 2018      | мф  | Следующее поколение               | Next Gen                                | Мэй Сю                     |
| 2018      | мс  | Леди Баг и Супер-Кот              | Miraculous: Tales of Ladybug & Cat Noir | Каалки                     |
| 2018      | с   | Комната 104                       | Room 104                                | Грейси                     |
| 2018      | ф   | Начни сначала                     | Second Act                              | Ариана                     |
| 2018—2021 | с   | Люцифер                           | Lucifer                                 | Рей-Рей / Азраил           |
| 2018—2021 | мс  | Остров летнего лагеря             | Summer Camp Island                      | Элис                       |
| 2019      | кор | —                                 | Goldie                                  | Голди                      |
| 2019      | ф   | Ты — моё сомнение                 | Always Be My Maybe                      | Джинджер                   |
| 2019      | мф  | Вселенная Стивена: Фильм          | Steven Universe: The Movie              | Руби                       |
| 2019      | ф   | —                                 | VHYes                                   | Лу                         |
| 2019      | ф   | Окей, Лекси!                      | Jexi                                    | Элейн                      |
| 2020      | мф  | Тролли. Мировой тур               | Trolls World Tour                       | Пенниуистл                 |
| 2020      | с   | Хорошие девчонки                  | Good Girls                              | Люси                       |
| 2020      | мф  | Вся правда о медведях: Фильм      | We Bare Bears: The Movie                | Хлоя                       |
| 2021      | ф   | Счастливо                         | Happily                                 | Гретель                    |
| 2021      | мф  | Митчеллы против машин             | The Mitchells vs. the Machines          | Эбби Поузи                 |
| 2022      | мф  | Папин дракон                      | My Father’s Dragon                      | Магда                      |
| 2024      | с   | Бандиты во времени                | Time Bandits                            | Джуди                      |

## Награды и номинации
| Премия                           | Категория                                           | Проект              | Результат | Примечание                                |
| -------------------------------- | --------------------------------------------------- | ------------------- | --------- | ----------------------------------------- |
| Премия кинофестиваля Сандэнс     | Премия Уолдо Солта за лучший сценарий               | Бумажное сердце     | Победа    | сценарист;совместно с Николаем Ясеновецом |
| Премия Круга женщин-кинокритиков | Лучшая комедийная актриса                           | Бумажное сердце     | Номинация |                                           |
| Премия ассоциации BTVA           | Лучший вокальный ансамбль в телесериале             | Вселенная Стивена   | Победа    | актриса озвучки Рубин                     |
| Энни                             | Лучшая озвучка в анимационном полнометражном фильме | Следующее поколение | Номинация | актриса озвучки Мэй Сю                    |